# Širvanský chanát
Širvanský chanát (persky خانات شروان, Khánát-e Širvan) byl jedním z drobných státních útvarů na jižním Kavkazu. Existoval pod svrchovaností Persie (Íránu) v období 2. poloviny 18. do 1. pol. 19. století. Území chanátu se rozprostíralo v rozsahu podobnému současného regionu Širvan v Ázerbájdžánu. Centrem chanátu bylo město Šamachi, které bylo významným střediskem obchodu. Podobně jako jiné chanáty v oblasti, také tento byl anektován Ruskem v roce 1820 a zanikl. Anexi provedla ruská armáda pod vedením Alexeje Jermolova.